# Bacchiglione

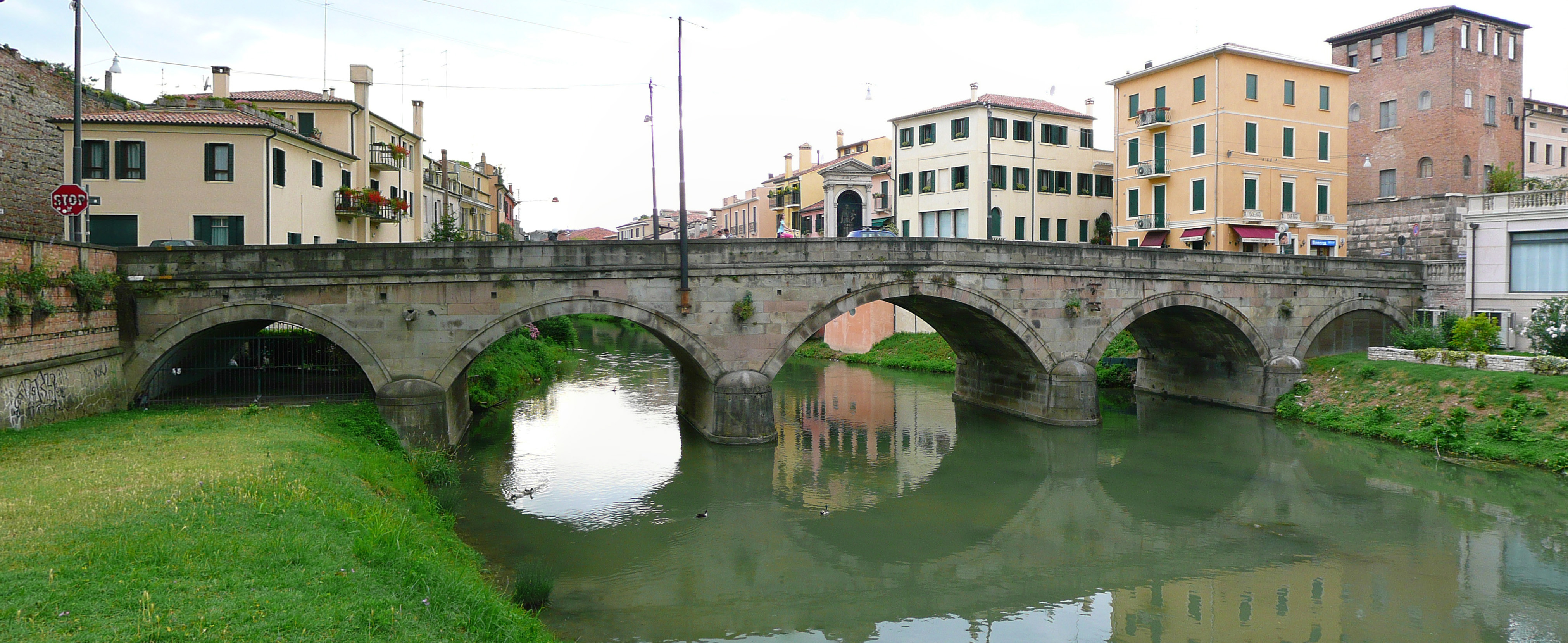
Ponte Molino in Padua

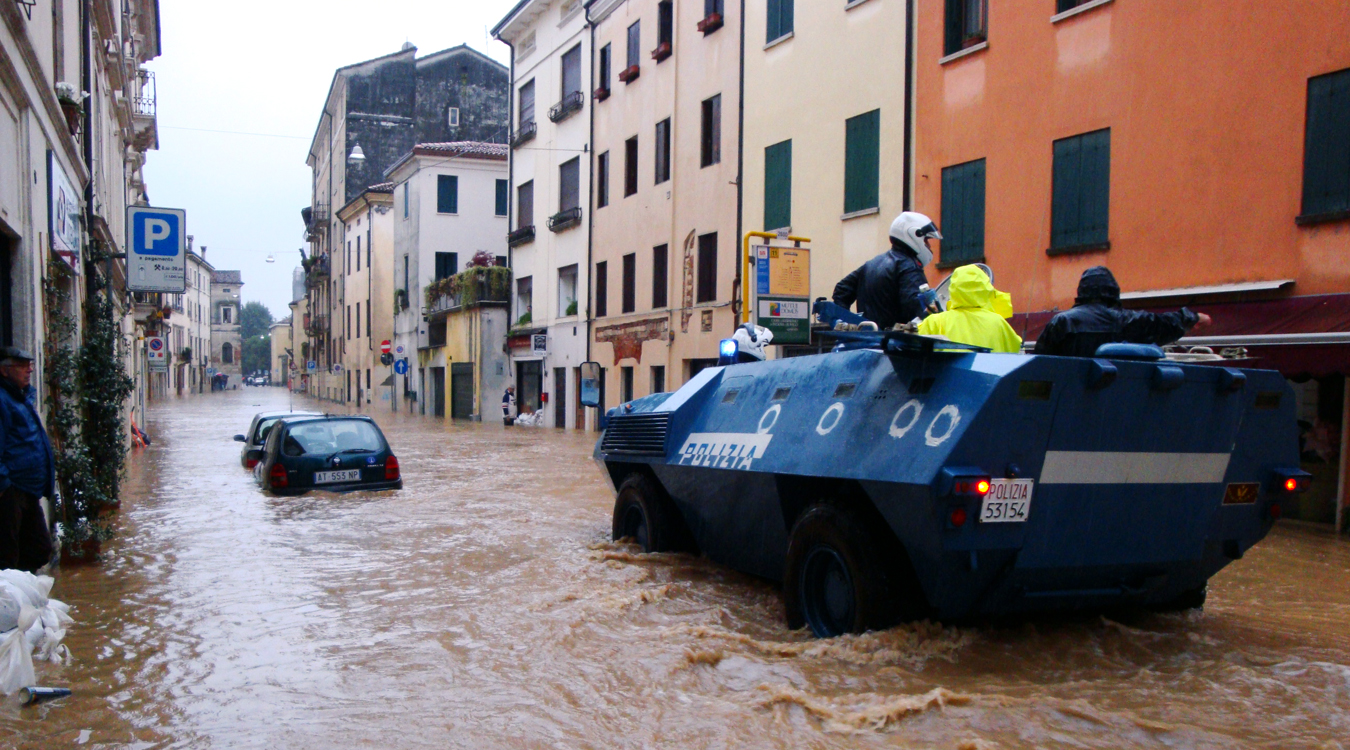
Overstroming in Vicenza (01-11-2010)

De rivieren Bacchiglione en Brenta, en connecterende kanalen

De Bacchiglione is een rivier van 118 km lang in Noord-Italië, 
in de provincies Vicenza en Padua.
De rivier ontspringt uit een karstbron in de Italiaanse Voor-Alpen (in de gemeenten Dueville en Villaverla), 
stroomt door de steden Vicenza en Padua, en mondt bij Chioggia uit in de Golf van Venetië.
De rivier heeft een stroomgebied van 1400 km².
Bij de overstroming van 1152 heeft de Bacchiglione bij Padua de rivierbedding van de Brenta overgenomen, 
terwijl de Brenta een nieuwe uitweg naar de Adriatische zee heeft gevonden via de lagune van Venetië.
Historisch was de rivier een belangrijke waterweg: de rivier is stroomopwaarts bevaarbaar tot Vicenza. 
Op 1 november 2010 werd Vicenza getroffen door een overstroming.

## Bezienswaardigheden
- Ponte San Lorenzo, een Romeinse boogbrug, Padua
- Ponte Molino, een Romeinse boogbrug, Padua